# Robert J. Wilke
Robert J. Wilke (* 18. Mai 1914 in Cincinnati, Ohio; † 28. März 1989 in Los Angeles, Kalifornien) war ein US-amerikanischer Schauspieler.

## Leben
Robert Wilke, der deutscher Abstammung war, begann seine Karriere als Stuntman in den 1930er Jahren. Sein erster Auftritt auf der Leinwand war im Film San Francisco. Bald erhielt er regelmäßig Rollen in vielen Filmen, hauptsächlich als Schurke oder Handlanger. So terrorisierte er zusammen mit Ian MacDonald, Lee van Cleef und Sheb Wooley als Schlägerbande die Kleinstadt im Film 12 Uhr Mittags. Wilke spielte neben den Western auch in anderen Filmen mit. Einer seiner bekanntesten Nicht-Western-Filme war der Film 20.000 Meilen unter dem Meer (1954). Hier spielte er den Obermaat der Nautilus. Weitere bekannte Filme von Wilke war Anthony Manns Über den Todespass, in dem er an der Seite von James Stewart seine Paraderolle als Bandit spielte, und Die glorreichen Sieben von John Sturges, in dem er in einer bekannten Szene dem Messerwurf von James Coburns Figur zum Opfer fällt.
Ab den 1960er Jahren absolvierte Wilke nur noch selten Filmauftritte, Ausnahmen bildeten etwa Gene Kellys Westernkomödie Geschossen wird ab Mitternacht (1970) und Terrence Malicks Filmdrama In der Glut des Südens (1978). Stattdessen war er ein profilierter Gastdarsteller in verschiedenen Fernsehserien, darunter Bonanza, Rauchende Colts, Perry Mason, Tausend Meilen Staub, Meine drei Söhne, Kung Fu, Starsky & Hutch und Dallas. Der vielbeschäftigte Nebendarsteller hatte bis 1981 über 300 Film- und Fernsehauftritte. Zuletzt stand er für die Komödie Ich glaub’ mich knutscht ein Elch! in der Rolle eines amerikanischen Generals vor der Kamera.
Neben seiner Karriere als Schauspieler war Wilke ein guter Golfspieler und gewann zahlreiche Amateurauszeichnungen. Er starb 1989 im Alter von 74 Jahren in Los Angeles an Krebs. Mit seiner Frau Patricia war er bis zu seinem Tod verheiratet, sie hatten einen Sohn.

## Filmografie (Auswahl)
- 1936: San Francisco
- 1937: San Quentin (Flucht aus San Quentin)
- 1944: Captain America (Filmserial)
- 1944: Alarm im Pazifik (The Fighting Seabees)
- 1945: Hitchhike to Happiness
- 1947: Michigan Kid
- 1947: Zwei trübe Tassen – vom Militär entlassen (Buck Privates Come Home)
- 1948: Rivalen am reißenden Strom (River Lady)
- 1948: Der Superspion (A Southern Yankee)
- 1950: Der Wüstenfalke (The Desert Hawk)
- 1950: Verfemt (The Kid from Texas)
- 1951: Der Rächer (Best of the Badmen)
- 1952: Die Spielhölle von Las Vegas (The Las Vegas Story)
- 1952: Das Tor zur Hölle (Hellgate)
- 1952: Stärker als Ketten (Carbine Williams)
- 1952: Zwölf Uhr mittags (High Noon)
- 1953: Verdammt in alle Ewigkeit (From Here to Eternity)
- 1953: Der neue Sheriff (Powder River)
- 1953: Die Bestie der Wildnis (Arrowhead)
- 1953: Mit Winchester und Peitsche (Cow Country)
- 1953: Im Tal des Verderbens (War Paint)
- 1954: 20.000 Meilen unter dem Meer (20,000 Leagues Under the Sea)
- 1954: Über den Todespaß (The Far Country)
- 1954: Gegen Terror und Banditen (The Lone Gun)
- 1954: Rauchende Pistolen (Two Guns and a Badge)
- 1954: Ritt in die Hölle (Shot Gun)
- 1955: Aus dem Leben einer Ärztin (Strange Lady in Town)
- 1955: Vom Teufel verführt (The Rawhide Years)
- 1955: Wichita
- 1956: Das Geheimnis der fünf Gräber (Backlash)
- 1956: Der weiße Reiter (The Lone Ranger)
- 1956: Die Meute lauert überall (Raw Edge)
- 1956: Die Schlucht des Grauens (Canyon River)
- 1957: Duell in den Wolken (The Tarnished Angels)
- 1957: Die Uhr ist abgelaufen (Night Passage)
- 1958: Der Mann aus dem Westen (Man of the West)
- 1958: Harte Männer – harte Fäuste (Return to Warbow)
- 1960: Die glorreichen Sieben (The Magnificent Seven)
- 1960: Spartacus
- 1963: Stadt ohne Sheriff (The Gun Hawk)
- 1965: Vierzig Wagen westwärts (The Halleluja Trail)
- 1966: Smoky, Freund aus der Wildnis (Smoky)
- 1967: Der Schnüffler (Tony Rome)
- 1970: Geschossen wird ab Mitternacht (The Cheyenne Social Club)
- 1971: Rivalen des Todes (A Gunfight)
- 1973: The Boy Who Cried Werewolf
- 1973: Santee, der Einzelgänger (Santee)
- 1978: In der Glut des Südens (Days of Heaven)
- 1981: Ich glaub’ mich knutscht ein Elch! (Stripes)